# Ludovic Lagarde
Pour les articles homonymes, voir Lagarde.
Ludovic Lagarde, né le 20 septembre 1962 à Paris, est un metteur en scène français.

## Biographie

### Formation
Après des études théâtrales à la faculté de Censier – Paris III de 1982 à 1985, Ludovic Lagarde est élève comédien à l’école Théâtre en Actes dirigée par Lucien Marchal, de 1986 à 1989. Puis il devient assistant du metteur en scène Christian Schiaretti d’abord au sein de sa compagnie, puis à la Comédie de Reims – Centre Dramatique National où ce dernier est nommé directeur en 2009.

### Premières mises en scène
Avec le soutien de la Comédie de Reims, et des Scènes Nationales de Belfort et de Calais, il réalise ses premières mises en scène. C’est pendant cette « première époque » où il alterne les projets contemporains – Beckett, Schwajda - et les textes du répertoire – Courteline, Tchekhov - , qu’il fait les rencontres déterminantes de son parcours. Avec l’écrivain Olivier Cadiot, il engage un compagnonnage qui sera marqué par la création de quatre textes et deux traductions. Mais également avec des comédiens de sa génération, dont certains, comme Laurent Poitrenaux, restent des collaborateurs indispensables à ses projets. C’est d’ailleurs avec lui, pour la création d’un texte de Cadiot, qu’il réalise la mise en scène qui sera le pivot de son parcours : Le Colonel des Zouaves en 1997. Ce projet, qui est le premier réalisé par la compagnie fondée à cette occasion, marque un tournant.

### La compagnie
Débute alors une nouvelle époque, celle du travail en compagnie. Il s’entoure alors d’un groupe de collaborateurs réguliers comme, notamment, la chorégraphe Odile Duboc, les musiciens Gilles Grand, David Bichindaritz et Rodolphe Burger, Bernard Quesniaux et de nombreux comédiens dont Mireille Roussel. Il met en scène des textes de Bertolt Brecht, de Gertrude Stein et d’Edward Bond.
Ses projets sont produits et accueillis par le Théâtre National de la Colline à Paris, le Théâtre National de Strasbourg, par plusieurs Centres Dramatiques Nationaux en régions -Rennes, Nancy, Reims, Toulouse, Angers, et par le Festival d'Avignon, où sa compagnie a été accueillie, en 2004 pour une résidence de plusieurs mois.
Par ailleurs, il a réalisé plusieurs mises en scène d’opéra, et travaille régulièrement avec le directeur musical Christophe Rousset : Cadmus et Hermione de Lully en 2001, Actéon et Les Arts florissants de Charpentier en 2004, ainsi que Vénus et Adonis de Desmarest en 2006. En avril 2008, il a mis en scène Roméo et Juliette du compositeur Pascal Dusapin, à l’Opéra Comique et Massacre de Wolfgang Mitterer à Porto, au festival Musica de Strasbourg. Massacre est repris à Reims, Nîmes, et à Paris à la Cité de la Musique en 2010.
Depuis 1997, sa compagnie a développé des liens avec des artistes et des théâtres en Europe ainsi que sur le continent américain, qui ont donné lieu à des tournées internationales, et à des mises en scène, à la Schaubühne de Berlin ou à l’Espace Go de Montréal. Des projets sont en cours avec le Théâtre national de Belgrade, le Festival delle Colline à Turin et le Theater 59E59 à New York.
Ludovic Lagarde a été nommé à la direction de la Comédie de Reims à partir du 1er janvier 2009.

### Direction de laComédie de Reims
En mars 2010 à la Comédie de Reims, il crée Doctor Faustus Lights The Lights et récrée Oui dit le très jeune homme, deux pièces de Gertrude Stein, adaptées par Olivier Cadiot.
Pour le festival d'Avignon 2010, Ludovic Lagarde a créé deux spectacles avec Olivier Cadiot Un nid pour quoi faire et Un mage en été qui ont notamment été accueillis à Paris, Nantes, Lorient, Chaumont, Lyon, Rouen, sur la saison 2010-2011.
En janvier 2012, Ludovic Lagarde explore les trois pièces de Georg Büchner, proposées dans une même soirée. Hommage à une personnalité aussi éclectique que géniale, suscitant une admiration jamais démentie. Cette trilogie a été reprise en janvier 2013 au Théâtre de la Ville.
En mars 2013, il met en scène au grand Théâtre du Luxembourg et à l'Opéra Comique La Voix Humaine d’après le livret de Jean Cocteau.
Il crée Lear Is in Town pour la 67e édition du Festival d’Avignon, d’après Le Roi Lear de William Shakespeare, dans une traduction de Frédéric Boyer et Olivier Cadiot.
En 2014, il co-met en scène Le Regard du nageur, écrit et interprété par Christèle Tual et crée Quai ouest avec des comédiens grecs au Théâtre national de Grèce à Athènes.

## Metteur en scène
- 1991 : Les Trois Dramaticules : Solo, Cette fois, L'Impromptu d'Ohio de Samuel Beckett, Théâtre Granit de Belfort, Théâtre en Actes
- 1992 : L'Hymne de Gyorgy Schwajda, Comédie de Reims
- 1993 : Le Petit monde de Georges Courteline (montage de 4 pièces), Théâtre Granit de Belfort – Scène Nationale
- 1993 : Sœurs et frères d’Olivier Cadiot (commande d’écriture), Théâtre Granit de Belfort, Théâtre en Actes
- 1995 : Platonov et Ivanov deux pièces d’Anton Tchekhov ; Adaptation de Platonov : Olivier Cadiot, texte français d’Ivanov : Antoine Vitez, Le Théâtre Granit de Belfort, Maison de la Culture d’Amiens, Le Maillon –Strasbourg
- 1997 : Le Colonel des Zouaves d'Olivier Cadiot,CDDB / Théâtre de Lorient - Centre Dramatique National
- 1998 : Le Cercle de craie caucasien de Bertolt Brecht, Ferme du Buisson / Marne-la-Vallée—Scène Nationale
- 1999 : Le Colonel des Zouaves d'Olivier Cadiot, Théâtre national de la Colline, reprise
- 2000 : Le Cercle de craie caucasien de Bertolt Brecht, Théâtre d'Ivry Antoine Vitez, reprise
- 2000 : Faust ou la Fête électrique de Gertrude Stein,texte français Marie-Claire Pasquier, musique Rodolphe Burger, Le Carreau, Forbach
- 2000 : Schwestern + Bruder, mise en scène en allemand (traduction Emmanuel Behague et Lothar Trolle) dans le cadre du Festival neuer Dramatik, Schaubühne am Lehniner Platz, Berlin
- 2001 : Maison d'arrêt d'Edward Bond, Théâtre national de Strasbourg
- 2002 : Retour définitif et durable de l'être aimé d'Olivier Cadiot, Théâtre de la Manufacture, Théâtre national de la Colline, Théâtre national de Bretagne, IRCAM – Centre Pompidou
- 2004 : Fairy Queen d'Olivier Cadiot, Festival d'Avignon, Théâtre national de la Colline
- 2004 : Oui dit le très jeune homme de Gertrude Stein, Festival d'Avignon
- 2007 : Richard III de William Shakespeare, Festival d'Avignon
- 2008 : Massacre de Christopher Marlowe
- 2008 : Roméo et Juliette d'Olivier Cadiot et Pascal Dusapin, Théâtre national de l'Opéra-Comique
- 2008 : Variations Sarah Kane d'après Sarah Kane, Théâtre de la Cité internationale
- 2008 : Sœurs et frères d'Olivier Cadiot, Festival d'Avignon, reprise
- 2009 : Un nid pour quoi faire d'Olivier Cadiot, CDDB-Théâtre de Lorient
- 2010 : Oui dit le très jeune homme de Gertrude Stein, recréation présentée à la Comédie de Reims en mars 2010
- 2010 : Doctor Faustus opéra électrique d'après Gertrude Stein, adaptation Olivier Cadiot, Comédie de Reims
- 2010 : Un nid pour quoi faire d'Olivier Cadiot, Festival d'Avignon, Théâtre de la Ville, Comédie de Reims
- 2010 : Un mage en été d'Olivier Cadiot, Festival d'Avignon, Centre Pompidou, Théâtre du Rond-Point
- 2012 : Woyczeck, La Mort de Danton, Léonce et Léna de Georg Büchner, Comédie de Reims
- 2013 : Rappeler Roland de Fréderic Boyer, Comédie de Reims
- 2013 : Il segreto di Susanna, La Voix humaine, diptyque Wolf-Ferrari/Poulenc, Opéra Comique
- 2013 : Lear in in Town, adapté du Roi Lear de William Shakespeare par Olivier Cadiot, Ludovic Lagarde, Festival d'Avignon, Comédie de Reims, CDN d'Orléans Loiret/Centre, L'Equinoxe
- 2014 : Le Regard du nageur, Christèle Tual, mise en scène Ludovic Lagarde, Lyonel Spycher, La Comédie de Reims, Théâtre Ouvert
- 2014 : Quai Ouest de Bernard Marie Koltès, traduit en grec par Vassilis Papavassiliou, Théâtre national de Grèce, Athènes, La Comédie de Reims
- 2014 : L'Avare de Molière, La Comédie de Reims
- 2015 : La Baraque d'Aiat Fayez, Reims Scènes d'Europe, Comédie de Reims
- 2016 : Marta, opéra de Wolfgang Mitterer et Gerhild Steinbuch, Lille, Opéra de Lille.
- 2016 : Providence adaptation du livre homonyme d'Olivier Cadiot, avec Laurent Poitrenaux.
- 2019 : La Collection d'Harold Pinter au Théâtre national de Bretagne à Rennes[1].
- 2021 : Quai Ouest de Bernard-Marie Koltès, au Théâtre national de Bretagne à Rennes[2]